# Santo Stefano di Camastra
Santo Stefano di Camastra település Olaszországban, Szicília régióban, Messina megyében. Lakosainak száma 4348 fő (2023. január 1.). Santo Stefano di Camastra Caronia, Mistretta és Reitano községekkel határos.

## Népesség
A település lakossága az elmúlt években az alábbi módon változott:
| Lakosok száma | 4679 | 4670 | 4348 |
|               | 2017 | 2018 | 2023 |